# Лохрасп
Лохрасп (перс. لهراسپ) — легендарний давньобактрійський каві (цар-жрець), наступник Кей-Хосрова. Мав двох видатних синів: Віштаспу та Заріра, перший з яких успадкував владу після смерті батька. Згадується в поетичному епосі Шах-наме.